# Balassa Béla (labdarúgó)
Balassa Béla (Budapest, 1899. november 23. – Boca Raton, 1990. április 25.) labdarúgó, csatár.

## Pályafutása
1915-ig az MTK labdarúgója volt. 1916-ban már az FTC első csapatában mutatkozott be. 1918–19-ben az olasz Olimpia Fiume, 1920–21-ben a török Galatasaray játékosa volt. 1922-ben visszatért az FTC-hez, ahol 1924-ig játszott és egy-egy bajnoki ezüst- és bronzérmet szerzett a csapattal. A Fradiban 14 mérkőzésen szerepelt (5 bajnoki, 6 nemzetközi, 3 hazai díjmérkőzés) és 5 gólt szerzett (1 bajnoki. 4 egyéb). 1924 és 1926 között az olasz harmadosztályban szereplő CA Faenza játékosa volt.

## Sikerei, díjai
- Magyar bajnokság
  - 2.: 1923–24
  - 3.: 1922–23